# Čung-šan
Čung-šan (čínsky 中山, pchin-jinem Zhōngshān) je město a městská prefektura v Čínské lidové republice.
Čung-šan leží v provincii Kuang-tung v jižní části delty Perlové řeky, naproti Šen-čenu a Hongkongu. Na severu sousedí s Kantonem a Fo-šanem, na západě s Ťiang-menem a na jihu s Ču-chajem.

## Dějiny
Až do dvacátého století se město nazývalo Siang-šan (čínsky 香山), přejmenována bylo na počest Sunjatsena, kterého Čínská lidová republika i Čínská republika považují za „otce moderní Číny“ a který pocházel z vesnice Cchuej-cheng ležící nedaleko dnešního centra Čung-šanu.

## Administrativní členění
Městská prefektura Čung-šan se neobvykle neskládá z žádného podřízeného celku okresní úrovně, prefektuře je přímo podřízeno osm (městských) čtvrtí (ťie-tao) a 15 městysů (čen) které prefekturní správa seskupila do pěti obvodů.

## Partnerská města
- Alameda County, USA
- Burnaby, Kanada
- Culiacán, Mexiko
- Honolulu, Havaj, USA
- Moriguči, Japonsko
- Puntaneras, Kostarika